# Wolfgang Metzger
Pour les articles homonymes, voir Metzger.
Wolfgang Metzger (22 juillet 1899, Heidelberg - 20 décembre 1979) est un psychologue allemand. C'est l'un des principaux représentants de la deuxième génération de la psychologie de la forme en Allemagne.

## Biographie
Wolfgang Metzger passe son baccalauréat (Abitur) à Karlsruhe en 1917, avant d'être mobilisé pendant la Première Guerre mondiale. De 1920 à 1926 il étudie la littérature, l'histoire et la psychologie à Heidelberg, Munich et Berlin. En 1926 il termine sa thèse de philosophie à Berlin, où enseignent alors Wolfgang Köhler et Max Wertheimer.
Après un an à l'université de l'Iowa (1926-1927), il devient assistant à l'Institut de psychologie de Berlin (1927-1931) puis de Francfort (1931-1932).
Après le départ en exil de Wertheimer en 1933, Metzger reste à Francfort. Moins explicitement pro-nazi que beaucoup de ses collègues, il devient néanmoins membre des SA (1933) puis du parti nazi (1937). La même année il succède à Adhémar Gelb qui avait perdu sa place à Halle parce qu'il avait des ancêtres juifs. Il se brouille alors avec Köhler, notamment concernant le contenu de la revue Psychologische Forschung, toujours publiée en Allemagne même si une bonne partie des articles viennent d'émigrés aux États-Unis.
Il publie ensuite quelques articles de vulgarisation dans des journaux comme Erzieher im Braunhemd ("éducateur en chemise brune", publié par une association nazie de Halle) dans lesquels il tente de démontrer la compatibilité entre Gestalt et national-socialisme et adhère aux thèses de l'école de Leipzig (Felix Krueger, Friedrich Sander) qui présentent l'idée de tout (Ganzheit) comme une marque de l'esprit allemand, en opposition avec l'empirisme anglais. Après guerre ces écrits disparaitront des listes de ses publications et son œuvre majeure Psychologie. Diw Entwicklung ihrer Grundnahmen seit der Einführung des Experiments sera republiée en 1953 et 1964 avec quelques paragraphes en moins. Le fait que les traces de nazisme puisse être expurgée sans que le livre perde sa cohérence accrédite l'idée que les prises de positions de Metzger relevaient au moins en partie d'une visée carriériste et n'auraient pas influencé sa pensée en profondeur.